# الفيكسز
الفيكسز (بالروسية: Фиксики) برنامج روسي تعليمي صدر عام 2010 وترجم من قبل مركز الزهرة (الجزء الأول والثاني فقط) يتحدث عن مخلوقات صغيرة تدعى الفيكسز.

## القصة
يتحدث عن مخلوقات صغيرة دائما تصلح الأدوات إلى أن إلتقى بهم توم وعرف سرهم ولكنه حفظه وعدًا لهم، يعتبر الفيكسز من بقايا الإختراعات، ومسلسل الفيكسز مطبَّق من رواية روسية لها نفس القصة، ويختفون الفيكسز بتحولهم لبزالات، عندما أدركوا قدماءهم أن الإنسان لايصدق بوجودهم فيقوم بركلهم (وهم على شكل بزال) أو يحملها ويستخدمها لتركيب شيء ما، يتغذون الفيكسز على الطاقة (الصاعقة مثلاً)، شعارهم تيديش وتتكون من ثلاثة أصابع أولاً الفحص ثانيًا الإصلاح وثالثًا الانتهاء ولدى الفيكسز محافظ لا يرتديها سوى البالغين مملوءةً بالمعدات اللازمة.

## الشخصيات
- توم
- نولك
- سمكا
- بابوس
- ماسيا
- غراندبوس
- والد توم
- والدة توم
- فايار
- فيردا
- تبولة
- إكريك
- توديها

## الأصوات العربية

### نسخة الدبلجة السورية
- مروان فرحات - بابوس
- أماني الحكيم - ماسيا
- رغدة الخطيب - والدة توم
- أميرة حذيفي
- محمد مصطفى
- كامل نجمة

والأطفال
- براء الجباعي
- زينب الجندي

### نسخة الدبلجة اللبنانية
- حسان حمدان - إيوجينيوس

## وصلات خارجية
- الفيكسز على موقع IMDb (الإنجليزية)
- الفيكسز على موقع كينوبويسك (الروسية)
- الفيكسز على موقع قاعدة بيانات الفيلم (الإنجليزية)

- الفيكسز على اليوتوب
- الفيكسز على الفيسبوك
- الفيكسز على فكونتاكتي
- الموقع الرسمي